# Rainer Kuchta
Rainer Wilhelm Kuchta (ur. 8 lipca 1943 w Gliwicach) – polski piłkarz, występujący na pozycji obrońcy, trzykrotny mistrz Polski (1966, 1967, 1971) z Górnikiem Zabrze.

## Kariera sportowa
Jest wychowankiem GKS Gliwice. W sezonie 1964/1965 występował w drużynie debiutującego w ekstraklasie Śląska Wrocław (zagrał w 25 meczach, zdobywając 1 bramkę i strzelając 1 bramkę samobójczą). Po zakończeniu sezonu trafił do Piasta Gliwice, ale ostatecznie od jesieni 1965 do 1971 występował w Górniku Zabrze. Z Górnikiem wywalczył mistrzostwo Polski w 1966, 1967 i 1971, wicemistrzostwo Polski w 1969, Puchar Polski w 1969 i 1970 (w latach 1968 i 1971 nie zagrał w finale, ale występował we wcześniejszych rundach), w 1968 zajął 3. miejsce w lidze, grał też w przegranym finale Pucharu Polski w 1966. Występował też w rozgrywkach Pucharu Zdobywców Pucharów w sezonie 1969/1970, ale nie zagrał w meczu finałowym. Dla Górnika rozegrał 117 meczów ligowych, zdobywając trzy bramki. W latach 1971–1975 był zawodnikiem Polonii Bytom, wystąpił w 90 meczach ligowych, zdobywając 4 bramki. Po rundzie jesiennej sezonu 1975/1976 wyjechał za granicę, występował krótko w III-ligowej drużynie Roubaix, karierę zakończył w 1976 w Concordii Knurów. Po zakończeniu kariery zawodniczej pracował jako trener w lokalnych klubach niższych klas.
W 1988 wyjechał do Niemiec, mieszka w Traunreut w Niemczech.